# أوكالبتوس
الأوكالبتوس أو اليوكاليبتوس أو اليوكالبتس أو أوکالیبتوس أو الكَالِبتوس والقالِمتوس أو قلم طوز (بالعراق) (بالإنجليزية: Eucalyptus)، وتعرف بلبنان وسوريا خطأً بالكينا وبمصر بالكافور، هي جنس من الأشجار ينتمي للفصيلة الآسية.

يوجد نوعان الاصلي من أمريكا الجنوبية وهو حوالي 25 نوع[غير مفهوم] وقد تم استعماله بشكل مفرط في القرون ال 16 وال17 إلى ان قضي عليه تقريبا، لاحقا وجدوا أنواع أخرى مشابهة في أستراليا  حوالي ال 700 نوع، ومنها عدد كبير يستعمل في الطب.
الأوكالبتوس، هي جنس من حوالي 25 نوعاً من عائلة روبياسيا، وتعود أصولها إلى جبال الأنديز الغابات الاستوائية في غرب أمريكا الجنوبية. وهناك عدد قليل من الأنواع تم اكتشافها في أمريكا الوسطى، وجامايكا، وبولينيزيا الفرنسية، سولاويسي، سانت هيلانة في جنوب المحيط الأطلسي، وساوتومي وبرنسيبالتي تقع قبالة سواحل افريقيا الاستوائية.
كما أن هناك أعداد قليلة تستخدم في الطب العشبي، والمعروفة مصدرًا للكينين وغيرها من المركبات. تعود تسمية الجنس إلى لينيوس، الذي سمى شجرة في عام 1742 بعد الكونتيسة الثانية من تشينتشون، زوجة الوالي في بيرو، الذي، في عام 1638 (وفقا لحسابات في ذلك الوقت، أما الآن غير معروف الوقت الصحيح) تم تقديمه من قبل معالجين يسكنون في الكيشوا (Quechua) لما له من خصائص طبية تعود للحائه.إذ أنهم يروون قصص من الخصائص الطبية لهذا اللحاء في المجلات التي تعود إلى 1560-1570 . كما أن الأوكالبتوس تعد من الاشجار الوطنية في الإكوادور وبيرو.

## وصف
الأوكالبتوس أطول الأشجار ذات الأخشاب الصلبة في العالم، فقد يصل ارتفاع أشجار رماد الجبل وأشجار الكاري إلى 100م، ومن أشجار الأوكالبتوس أيضا أشجار الملي، وهي أشجار قزمية متعددة السيقان، وتنتشر في المناطق الأكثر جفافا من القارة، وتتفاوت أشجار الأوكالبتوس من حيث الشكل ما بين أشجار مستقيمة عالية توجد في الغابات الكثيفة وبين أشجار الصمغ الثلجي الملتوية ذات العقد الكثيرة التي توجد على قمم الجبال المكشوفة.
ومن أهم أشجار الأوكالبتوس ملساء القلف المعروفة أشجار الصمغ المبقع الساحلية وقريباتها أشجار الصمغ ذات الرائحة الليمونية.
الأوكالبتوس أكثر أنواع الأشجار انتشارًا في أستراليا، وقد اشتق هذا الاسم من كلمة يونانية تعني مغطاة تمامًا، إشارة إلى شكل الثمرة،
والأوكالبتوس جنس كبير، به أكثر من 600 نوع. وموطنه الأصلي أستراليا، لكن القليل منه ينمو طبيعيا في الفلبين وماليزيا وجزر المحيط الهادئ، ولقد تمت زراعة أكثر من 200 نوع من الأوكالبتوس في بلاد أخرى، وذلك لأنها من أشجار الأخشاب سريعة النمو[ ؟ ] المقاومة للجفاف، ويعد الأوكالبتوس الآن من أبرز الملامح الشائعة في تنسيق المتنزهات في الولايات المتحدة الأمريكية والبرتغال وشرقي أفريقيا، وأجزاء مما كان يعرف بالاتحاد السوفييتي، على شاطئ البحر الأسود. وتشمل الأنواع الـشائعة في غرب أوروبا الصمغ الأزرق وصمغ السيدر في تسمانيا، ويشتق اسم الأخير من رائحة أوراقه عند فركها، كما تزرع أشجار الأوكالبتوس أيضًا في المتنزهات والحدائق في جميع أنحاء العالم، لجمال مجموعها الخضري وأزهارها وبذورها.
تسود أشجار الأوكالبتوس المشاهد الطبيعية في قارة أستراليا وتسمانيا، ولكنها تقل في المناطق الداخلية وفي الغابات المطيرة. وفي شمال قارة أفريقيا في الجزائر وتونس.

## تسميات أخرى
تسمى الأوكالبتوس في العراق قلم طوز وفي تونس بالكَالَتُوس وفي الجزائر كاليتوس وقد حرفت هذه التسمية عن الفرنسية أوكالبتوس.
ويسمّي الأستراليون الأوكالبتوس أشجار الصمغ، لأن الثمار تفرز صمغًا راتينجيا لزجا، ومع ذلك يستخدم الناس هذا الاسم وبصورة خاصة للأوكالبتوس ذي القلف الأملس، ويسمّى في مصر الكافور[ ؟ ].
تسمية الكافور لهذه الشجرة في مصر خاطئة للسبب الآتي: الاسم العلمي لشجرة الكينا هو Eucalyptus tereticornis ولشجرة الكافور هو كافور. رائحة الشجرتان والزيتان المستخلصان من أوراقهم متشابهان جداً، حتى كان يستخدم زيت الكافور الرخيص كزيت كينا مزيّف، وهذا هو أساس التسمية الخاطئة.

## الاستخدامات الطبية
تم اكتشاف الخصائص الطبية لشجرة الأوكالبتوس من قبل شعوب الكيشوا (Quechua) في بيرو، وبوليفيا، والإكوادور، والتي كانت تزرع منذ فترة طويلة لاستخدامها لارتخاء العضلات من أجل تخفيف الشعور بالرجفان نتيجة انخفاض درجة حرارة الجسم وأيضاً لعلاج أعراض الملاريا. إذ أنه يذكر في التاريخ أن كونتيسة من تشينتشون (Chinchon) أصيبت بالملاريا وقد حاول السكان الأصليين بإقناع الكونتيسة بأن تعمل مغطس بجانب شجرة الكينيا وقد كان الماء يمتاز بالطعم المر (بسبب احتوائه على مركب الكينين)، وبعد بضعة أيام شفيت الكونتيسة من الملاريا. عندما تم تحديد التصنيف العلمي للنباتات، سميت شجرة الأوكالبتوس على اسم كونتيسة تشينتشون (Chinchon) (Chinchona). وفي وقت لاحق لاحظ الأخ اليسوعي أغوستينو سالمبرنو (1561-1642) في الفترة التي عاش فيها وخا (إكوادور) وليما، أن صيدلية خلال وقت تدريبه قامت باستخدام لحاء شجرة الأوكالبتوس التي تحتوي على الكينين من أجل علاج الملاريا.
مع أن شجرة الأوكالبتوس نجحت في علاج الملاريا (والرجفان الناجم عن الملاريا) ولكنه لم يكن هناك علاقة مباشرة لعلاج الرجفان الناتج من البرد. وقدم استخدام لحاء «شجرة الحمى» في الطب الأوروبي من قبل المبشرين اليسوعيين (لحاء اليسوع). اليسوعية برنابيه كوبو (1582-1657)، الذي اكتشف المكسيك وبيرو، والذي أخد لحاء الأوكالبتوس إلى أوروبا. وفي 1632، قد أحضر لحاء الأوكالبتوس من ليما إلى إسبانيا، وبعد ذلك إلى روما وأجزاء أخرى من إيطاليا. ومن أجل الحفاظ على ملكية لحاء الأوكالبتوس، بدأ البيرو والبلدان المجاورة حظر تصدير بذور الأوكالبتوس والشجيرات في أوائل القرن التاسع عشر.
في القرن التاسع عشر، تم تهريب بذور نبات الأوكالبتوس وقطعها من أجل زراعتها في المناطق الاستعمارية في آسيا الاستوائية، ولا سيما من قبل البريطانيين إلى الحكم البريطاني وسيلان (حالياٌ الهند وسريلانكا)، ومن قبل الهولنديين إلى جافا في جزر الهند الهولندية الشرقية (حالياٌ إندونيسيا).
كعشب طبي، يعرف لحاء الأوكالبتوس أيضًا بلحاء اليسوعية أو لحاء بيرو. يتم تحضيره عن طريق فصل اللحاء عن الشجرة ثم تجفيفه ثم سحقه ليصبح بودرة جاهزة للاستخدام الطبي. يعد لحاء شجرة الأوكالبتوس هو المادة الفعالة طبياً الذي يحتوي على مجموعة متنوعة من القلويات يتضمن مضاد الملاريا مركب الكينين ومضاد الذبحات القلبية الكينيدين. على الرغم من أن استخدام لحاء الأوكالبتوس اُستُخدم حد كبير في الأدوية الحديثة الأكثر فاعلية، إلا أن شجرة الأوكالبتوس هي المصدر الوحيد العملي اقتصادياٌ لمركب الكينين، وهو الدواء الموصى به لعلاج الملاريا.

## البيئة
تستخدم بعض أنواع الأوكالبتوس كمصدر للغذاء من قبل يرقات بعض قشريات الجناح، والتي تتضمن الايرجراليد (the engrailed)، الكوماندور (, (the commander وأنواع من جنس ايندوكلاتا ((Endoclita مثل: أي دامور (E. damor,)، أي بيربيرسكين (E. purpurescens) واي سيراكيس (E. sericeus).

## التاريخ

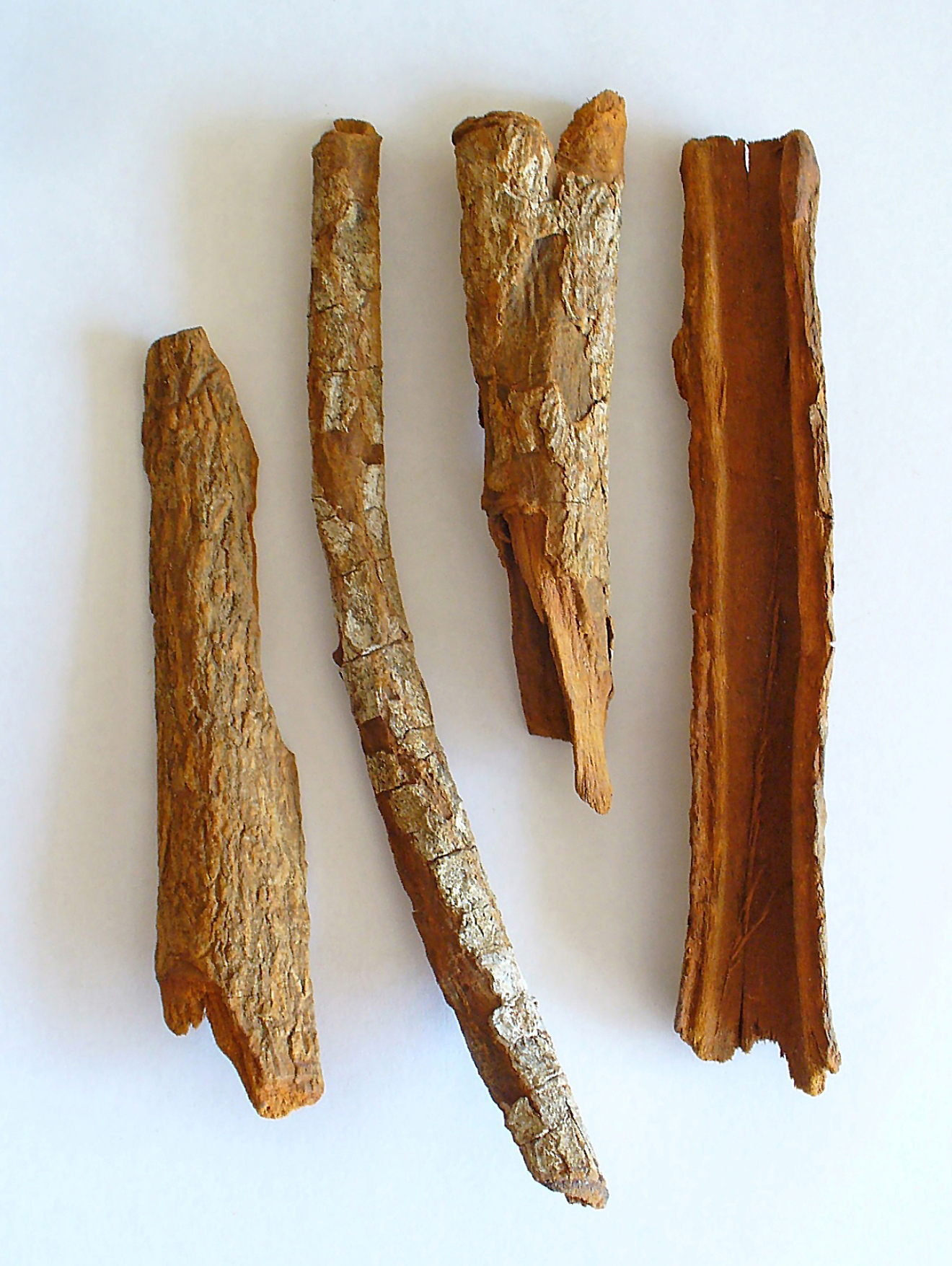
الأوكالبتوس المخزنية، حصاد اللحاء

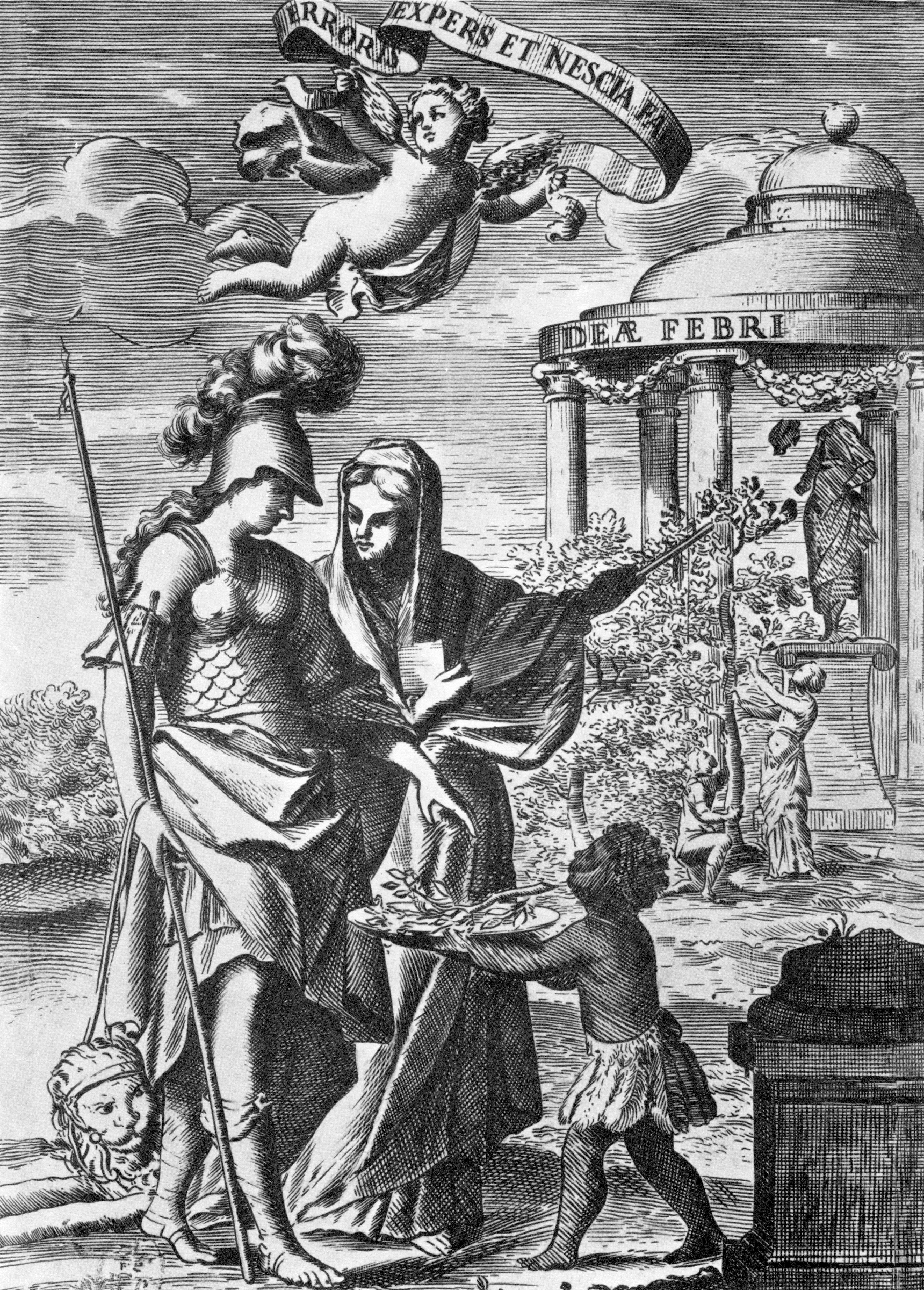
المقال الرئيسي: لحاء اليسوعية

تقدم بيرو فرع من الأوكالبتوس إلى العلوم (من النقش الذي يعود إلى القرن السابع عشر): الأوكالبتوس، مصدر لحاء البيرو، والذي يعد من الاعشاب المكتشفة مبكراً لعلاج الملاريا.

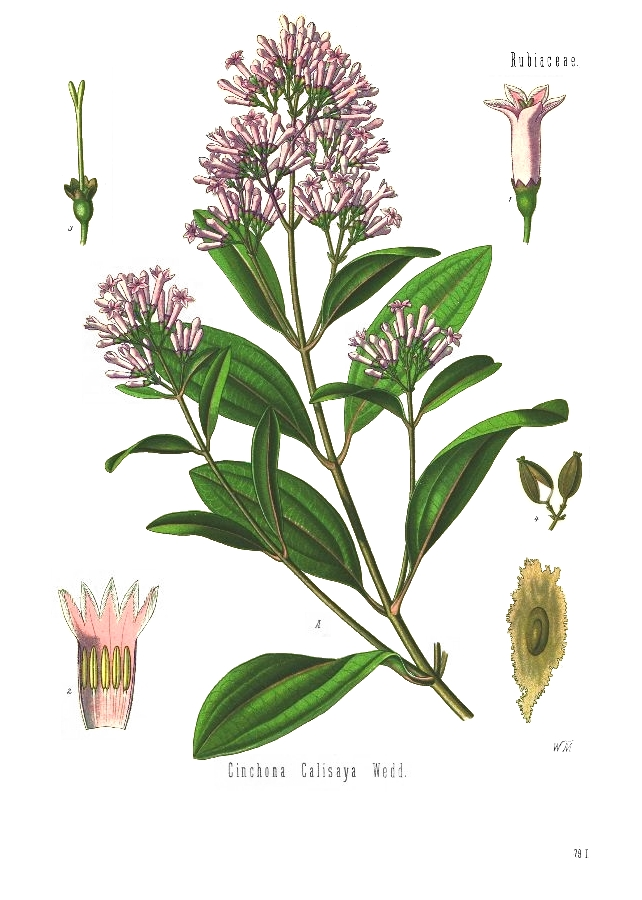
توضيح يعود إلى القرن التاسع عشر من نبات الأوكالبتوس كاليسيا. أمريكا الجنوبية

تم اكتشاف الاستخدامات الطبية لشجرة الأوكالبتوس لأول مرة من قبل الناس الذين عاشوا في بيرو وبوليفيا.

### أوروبا
عالم النبات الإيطالي بيترو كاستيلي كتب كتيبا يذكر فيه نبات الأوكالبتوس وقد كان أول مطبوع ورقي في إيطاليا يذكر نبات الأوكالبتوس. من أعوام 1630 أو (1640، اعتمادا على المرجع)، تم تصدير اللحاء إلى أوروبا. في أواخر 1640، لوحظ طريقة استخدام اللحاء في سشودولا رومانا، وفي 1677، ولوحظ استخدام اللحاء في كتاب الأدوية اللندنية.
الملك الإنجليزي تشارلز الثاني دعى روبرت تالبور، الذي أصبح مشهوراٌ نتيجة قدرته الخارقة في علاج الملاريا. لأنه في ذلك الوقت كان لحاء شجرة الأوكالبتوس في جدل ديني، وقدم تابلور إلى الملك لحاء الأوكالبتوس المر ديكوتيون في سرية كبيرة. وقد أعطى العلاج مفعوله في الشفاء التام للملك من حمى الملاريا. في المقابل، حصل تابلور على عضوية الكلية[ ؟ ] الملكية للأطباء.
في 1679، وكان يسمى تابلور (من ملك فرنسا) لويس الرابع عشر، الذي كان يعاني ابنه من حمى الملاريا. بعد نجاح العلاج، كوفئ تابلورمن قبل الملك ب 3000 تاج ذهبي ومعاش مدى الحياة نتيجة وصفه ذلك العلاج لابن الملك. ومع ذلك، طلب من تابلور بالحفاظ على سرية الموضوع بالكامل.
بعد وفاة تالبور، وجد الملك الفرنسي هذه الوصفة: سبعة غرامات من أوراق الورد، واثنين من أونصات عصير الليمون ومغلي لحاء الأوكالبتوس مع النبيذ. كان يستخدم النبيذ لوجود بعض القلويات التي في لحاء الأوكالبتوس غير القابل للذوبان في الماء ولكنه كان يذوب في ايثانول النبيذ.
في 1738، لالجيري أربر دو الأوكالبتوس (Sur l'arbre du quinquina)، ورقة مكتوبة من قبل شارل ماري دو لا كوندامين، عضو في قيادة البعثة، جنبا إلى جنب مع بيير غودين ولويس بوغير التي تم إرسالها إلى الإكوادور لتحديد طول الدرجة من 1/4 قوس الزوال بجانب خط الاستواء، ونشرت من قبل الأكاديمية الفرنسية للعلوم. والذي تم التعرف فيها على ثلاثة أنواع منفصلة.
في 1743، على أساس عينة وصلت من كومودون مدينة لوس انجلوس، واسمه لينيوس سمى شجرة الأوكالبتوس (Chinchona) نقلا عن ورقة كومودون مدينة لوس انجلوس.وتم إنشاء نظامه النباتي الخاص في 1753، وهو الذي عين اسمها ب الأوكالبتوس المخزنية

### الطب المثيل
استندت ولادة الطب المثيل على اختبار يضم لحاء الأوكالبتوس. مؤسس الطب المثيل، صامويل هانيمان، عند ترجمة ويليام كولين للمواد الطبية، لاحظ أن كولين كتب أن لحاء البيرو كان معروفا لعلاج الحمى المتقطعة. كان هانيمان يأخذ يوميا جرعة كبيرة، وليس جرعات صغيرة كما في الطب المثيل، من لحاء بيرو. بعد أسبوعين، وقال أنه يشعر بأعراض تشبه اعراض الملاريا. الفكرة (المثل يعالج بالمثل) وكانت هي نقطة الانطلاق لكتاباته عن العلاج بالمثل. ويعتقد أن أعراض هانيمان كانت نتيجة فرط الحساسية للحاء الأوكالبتوس.

## الزراعة
كان هناك قيمة كبيرة للحاء شجرة الأوكالبتوس عند الأوروبيين في توسيع نطاق الوصول لها واستغلال الموارد في المستعمرات البعيدة، وفي المنازل . وكان حصاد اللحاء في أغلب الأحيان مدمرا للبيئة نتيجة لتدمير كمية كبيرة من الأشجار من أجل الحصول على اللحاء، وبالإضافة إلى الظروف المادية الصعبة من انخفاض الأجور التي لم تسمح لحاصدي اللحاء من السكان الأصليين لتسوية ديونهم حتى موتهم.
تم اكتشاف المزيد من لحاء الأوكالبتوس في حوض الأمازون[ ؟ ] وكان هناك أنواع مختلفة من لحاء الأوكالبتوس للتجارة الاقتصادية في القرن الثامن عشر وهذا مقتطف من كتاب كتبه لادنر جيبون:
| أوكالبتوس | وقد جمعت كميات من لحاء الأوكالبتوس لأول مرة في عام 1849، على الرغم من معرفته لسنوات عديدة قبل ذلك . النوعية الأفضل لم تكن متساوية تماماٌ مع نوعية يونغاس، ولكنها كانت تحتل المرتبة الثانية . هناك أربع أنواع من اللحاء الداخلية التي يقدر البنك مقدارهم خمسة عشر دولارا للقنطار. الأفضل، وبموجب القانون، يقدر بأربعة وخمسين دولار، كما أن أجرة الشحن إلى أمريكا كانت تكلف سبعة عشر دولار و ذلك أجرة تحميل اللحاء المقدر ب ثلاث قنطار على البغال. وقد تم جمع حوالي ستة آلاف قنطار من اللحاء من ((Yuracares. و تم تأسيس البنك في عام 1851. كما أن السيد [Thaddäus [Haenke ذكر وجود لحاء الأوكالبتوس في زيارته إلى يوريكارز( ( Yuracares في عام 1796 ". | أوكالبتوس |

## آسيا
في عام 1860، تم تهريب حمولة من بذور ونبات الأوكالبتوس من بريطانيا إلى أمريكا الجنوبية بقيادة كليمنتس ماركهام والتي أدخلت إلى عدة مناطق من الحكم البريطاني في الهند وسريلانكا. في سريلانكا، زرعت في حديقة هاكجالا النباتية في يناير عام 1861.
جيمس تايلور، رائد زراعة الشاي في سريلانكا، كان واحداٌ من رواد زراعة الأوكالبتوس. وبحلول عام 1883، حوالي 64,000 دونم (حوالي 260 كم مربع) زرعت بشجرة الأوكالبتوس في سريلانكا، حيث بلغت قيمة الصادرات ذروتها 15 مليون جنيه في عام 1886. كما زرعت أيضاٌ بريطانيا في عام 1862 في المناطق الجبلية مثل منطقة دارجيلنغ في ولاية البنغال الغربية في الهند. كما كان هناك مصنع ومزرعة تم تسميتهم بالأوكالبتوس في مونجبوو (Mungpoo)، دارجيلنغ، ولاية البنغال الغربية. كما أطلق على مصنع مشاريع سياحية اسم مصنع الكينين. وتم وضع زراعة الأوكالبتوس وغيرها من النباتات الطبية في أماكن مثل Mungpoo، Munsong، Latpanchar، وRongo تحت إشراف الحكومة من مديرية غرب البنغال.

## المكسيك

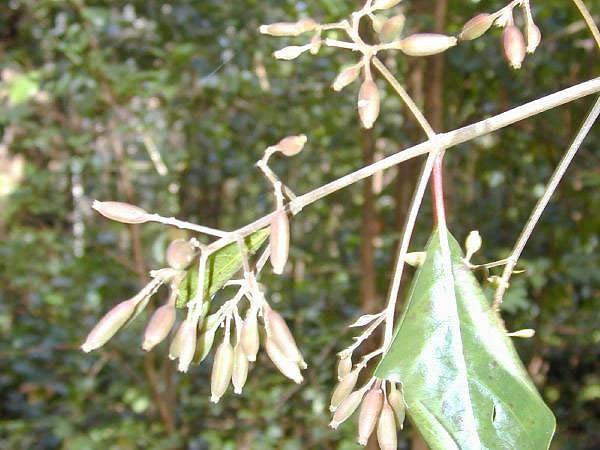
Cinchona pubescens – fruit (بوبسكانس الأوكالبتوس _فاكهة)

في عام 1865، تم إنشاء «فرجينيا الجديد» و«كارلوتا كولوني» في المكسيك عن طريق ماثيو فونتين موري، المعاهد السابق في الحرب الأمريكية الأهلية. وقد أغرى الحلفاء بعد الحرب من قبل موري، والآن هو «المفوض الامبراطوري للهجرة» لأجل إمبراطور ماكسيميليان من المكسيك، والدوق من هابسبورغ. جميع الخدمات التي قدمت للمستعمرات من بساتين الازهار من نبات الأوكالبتوس (cinchonas) تم وضعها من قبل موري حيث استخدام البذور التي اشتراها من إنجلترا. وكانت هذه البذور هي بداية وجود شجرة الأوكالبتوس في المكسيك.

## الكيمياء

### قلويات الأوكالبتوس

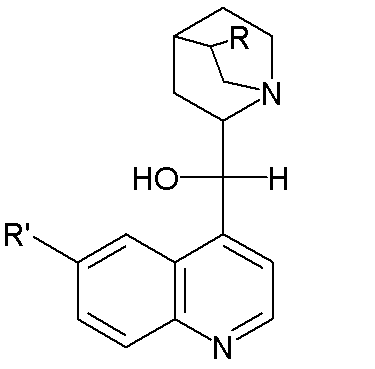

لحاء هذه الشجرة من هذا الجنس هي مصدر لكثير من القلويات، والأكثر شهرة هو الكينين، وهو مركب يعمل كخافض للحرارة (antifever) خاصة في علاج الملاريا. تتضمن قلويات الأوكالبتوس التالي:
- سينكونين وسينكونيدين (الشكل الفراغي يشترك مع R = الفينيل، R '= الهيدروجين)
- الكينين والكينيدين (الشكل الفراغي يشترك مع R = الفينيل، R '= ميثوكسي)
- هدرجة ثنائي الكينيدين (دايهايدروكينيدين) وهدرجة ثنائي الكينين (دايهايدروكينين) (الشكل الفراغي يشترك مع R = الإيثيل، R '= ميثوكسي)

وقد وجد أنه اُستُخدم في الكيمياء العضوية على شكل الكريستال العضوي في التصنيع غير المتماثل.

### غيرها من المواد الكيميائية
جنبا إلى جنب مع القلويات، العديد من لحاءات الأوكالبتوس تحتوي على حامض السنوتيك (cinchotannic)، وهو عبارة عن نوع معين من التانين tannin، والذي عن طريق الأكسدة ينتج بسرعة فلوبافين داكنة اللون  تدعى السنوتيك الاحمر red cinchonic،  حمض فولفيك السنكونا cinchono-fulvic acid أو الأوكالبتوس الأحمرcinchona red.

## الأنواع
- أوكالبتوس اجتماعي
- أوكالبتوس إكليلي
- أوكالبتوس إهليلجي
- أوكالبتوس أرجواني
- أوكالبتوس ألبي
- أوكالبتوس أليف الكالسيوم
- أوكالبتوس بارز
- أوكالبتوس باكستري
- أوكالبتوس بانكسي
- أوكالبتوس براوني
- أوكالبتوس بركاني
- أوكالبتوس برونزي
- أوكالبتوس بلانشوني
- أوكالبتوس بنثامي
- أوكالبتوس بوليفي
- أوكالبتوس أبيض
- أوكالبتوس أبيض الخشب
- أوكالبتوس بيضوي
- أوكالبتوس ثلاثي الأزهار
- أوكالبتوس جامد
- أوكالبتوس جصي
- أوكالبتوس حبيبي
- أوكالبتوس حجري
- أوكالبتوس أحمر الأزهار
- أوكالبتوس حوري
- أوكالبتوس أخضر
- أوكالبتوس خلاب
- أوكالبتوس دروموندي
- أوكالبتوس دغلي
- أوكالبتوس رباعي الأجنحة
- أوكالبتوس رباعي الزوايا
- أوكالبتوس رفيع
- أوكالبتوس زنجفري
- أوكالبتوس سبط الألياف
- أوكالبتوس سفائي
- أوكالبتوس سميثي
- أوكالبتوس سميم
- أوكالبتوس سهمي الأوراق
- أوكالبتوس شعاعي
- أوكالبتوس صغير الثمار
- أوكالبتوس صفصافي
- أوكالبتوس ضئيل
- أوكالبتوس طويل الأوراق
- أوكالبتوس طيني
- أوكالبتوس عالي
- أوكالبتوس عطري
- أوكالبتوس غصيناتي
- أوكالبتوس غلوكي
- أوكالبتوس غوني
- أوكالبتوس فلفلي
- أوكالبتوس فيكتوري
- أوكالبتوس قابض
- أوكالبتوس قرمزي
- أوكالبتوس قرني
- أوكالبتوس قصير الساق
- أوكالبتوس قصير الكأس
- أوكالبتوس قلبي
- أوكالبتوس قنواتي
- أوكالبتوس كبير
- أوكالبتوس كبير الثمار
- أوكالبتوس كثير الأزهار
- أوكالبتوس كثير السوق
- أوكالبتوس كيلي
- أوكالبتوس لامع
- أوكالبتوس لوزي
- أوكالبتوس مائل
- أوكالبتوس مبيض
- أوكالبتوس متجمع
- أوكالبتوس متسلق
- أوكالبتوس متطاول
- أوكالبتوس متقارب
- أوكالبتوس مجاور
- أوكالبتوس محب للصحراء
- أوكالبتوس مخروطي
- أوكالبتوس مخطط
- أوكالبتوس مسنن
- أوكالبتوس مطوق
- أوكالبتوس مغبر
- أوكالبتوس مغزلي
- أوكالبتوس مفترش
- أوكالبتوس مفرض
- أوكالبتوس مفصلي
- أوكالبتوس مقوس
- أوكالبتوس مكشوف
- أوكالبتوس ملعقي
- أوكالبتوس منتج للراتينج
- أوكالبتوس منتصب الأوراق
- أوكالبتوس منحني
- أوكالبتوس منفتح
- أوكالبتوس موري
- أوكالبتوس موريسي
- أوكالبتوس مولرياني
- أوكالبتوس نبيل
- أوكالبتوس نجيمي
- أوكالبتوس نقطي
- أوكالبتوس هامشي
- أوكالبتوس هجليجي
- أوكالبتوس واسع الأوراق
- أوكالبتوس واضح
- أوكالبتوس وتدي الشكل
- أوكالبتوس يونغياني

## الموئل والتكيف
الموطن الأصلي لهذه الأشجار هو أستراليا وتسمانيا. وقد وقع إدخال بعض أنواعها إلى مناطق أخرى من العالم في أوروبا وبلدان البحر الأبيض المتوسط ومن بينها بلدان المغرب العربي والمشرق العربي. كما استنبتت في مدغشقر وسريلانكا وجنوب أفريقيا وكاليفورنيا والمملكة العربية السعودية.
تعرف بنموها في أماكن مجاورة للمجاري المائية أو في مناطق يكون فيها مستوى الماء الجوفي ضحلاً (قريباً من السطح) نظراً لاستهلاكها الكبير من الماء.

## الوصف النباتي
هي من الأشجار دائمة الخضرة. قد يصل ارتفاع أشجار الأوكالبتوس إلى 60 متراً، وربما أكثر. ويمكن غراستها حتى ارتفاع ألف متر فوق مستوى سطح البحر.
هناك أكثر من ستمائة نوع من الأوكالبتوس، إلا أن أشهرها ما نقل إلى أوروبا وإفريقيا وهو المسمى كلوبولوس (باللاتينية: Eucalyptus globulus).

## الاستعمالات
- يستعمل ورق الأوكالبتوس كشاي لزيادة الطاقة المناعيه في الجسم ولعلاج أمراض الجهاز التنفسي والربو ولعلاج التهاب المفاصل (الروماتيزم) والدوسنتاريا البكتيرية وأمراض الكبد والمرارة، وفقدان الشهية. كما يساهم أيضًا في علاج حالات الاكتئاب. وهو المادة الرئيسه في زيت الفكس الشائع الاستعمال لعلاج الاتهابات الصدر. كما يحتوي ورق شجر الأوكالبتوس علي مواد مانعه ضد التاكسد.
- كما أن زهر الأوكالبتوس من الزهور المفضلة للنحل، حتى إن بعض منتجي العسل يأتون خصيصا لتربية النحل في أماكن وجود الأوكالبتوس.
- تستعمل هذه الأشجار في بعض البلدان للحصول على عجين الورق مثلما هو الحال في البرتغال.
- استعملت في مناطق أخرى وخاصة في إفريقيا للحد من البعوض.

## معرض صور

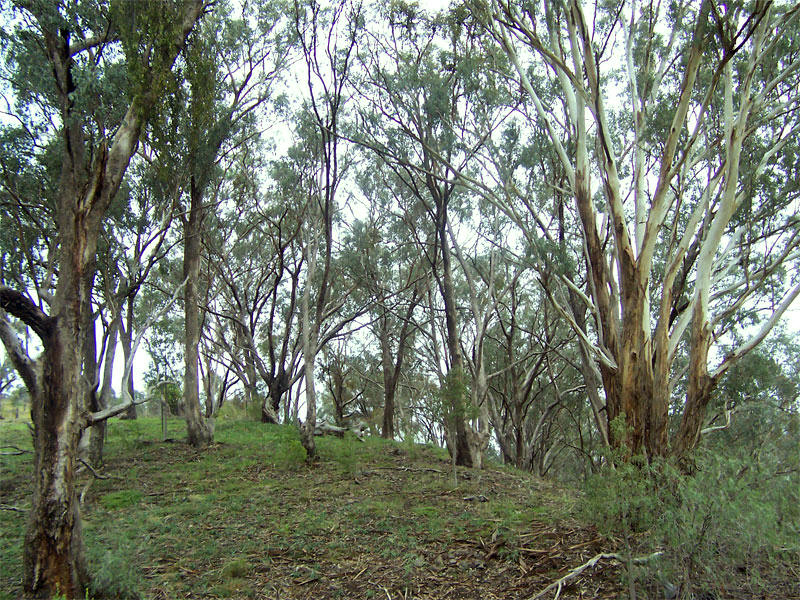
غابة كينا
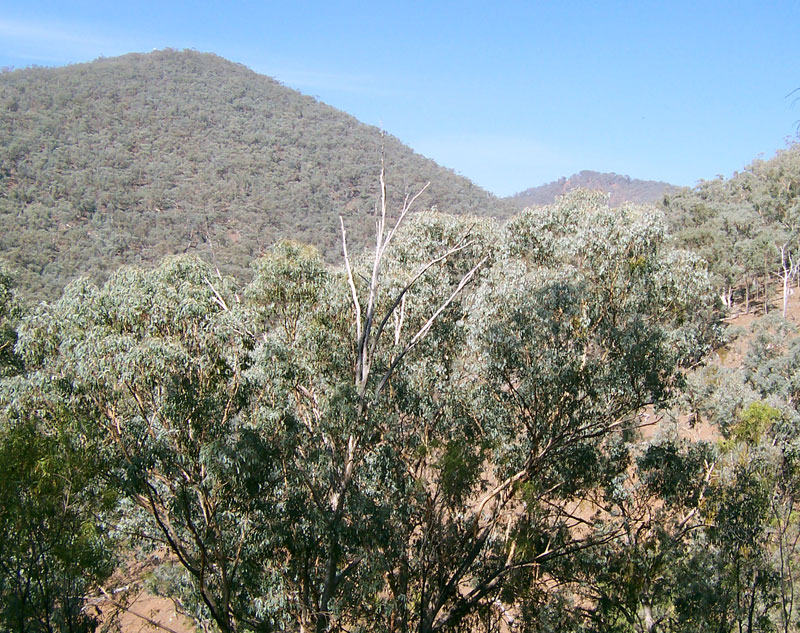
غابة كينا
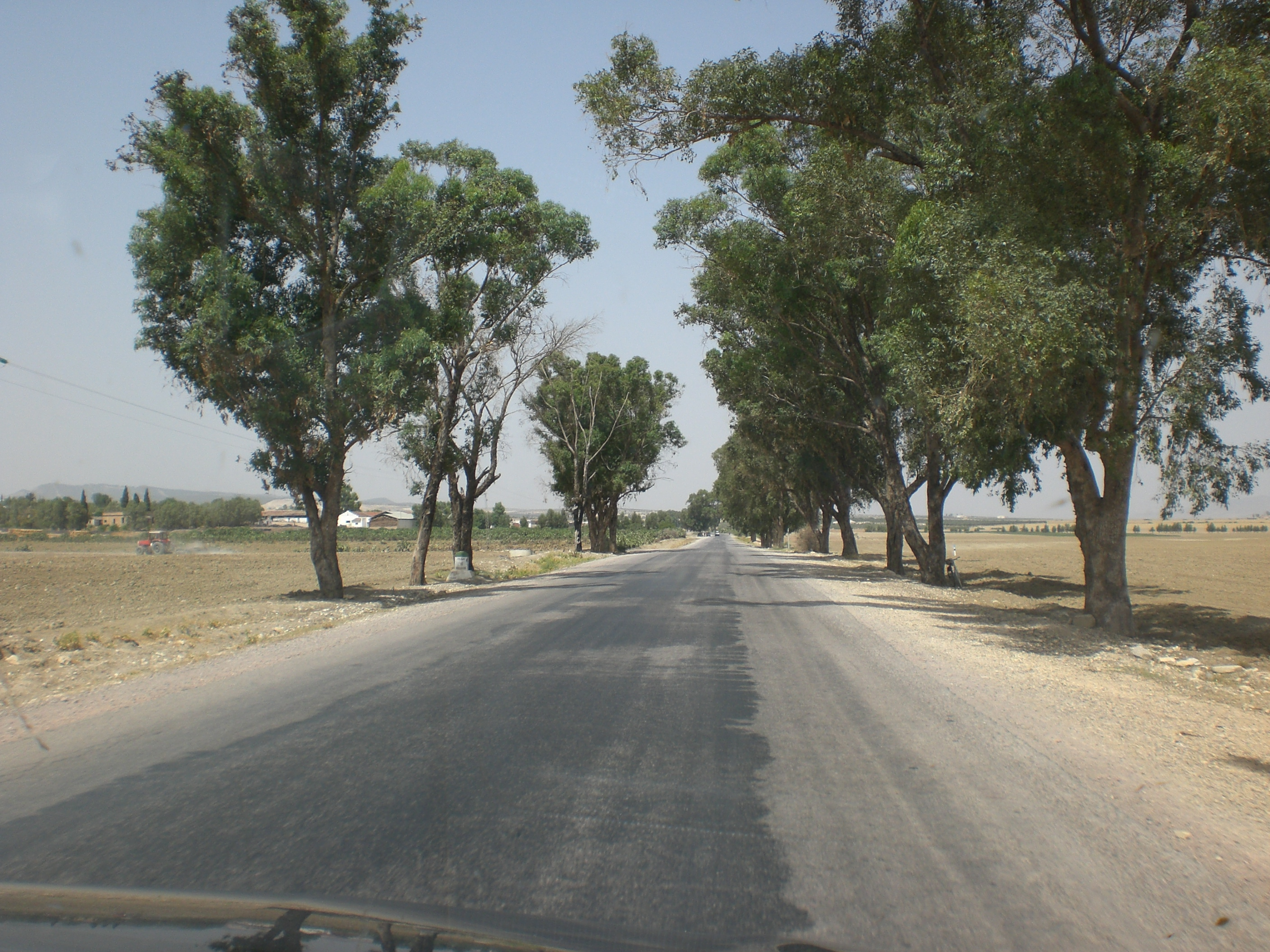
شجر الكينا على حافتي الطريق بين الفحص وقعفور
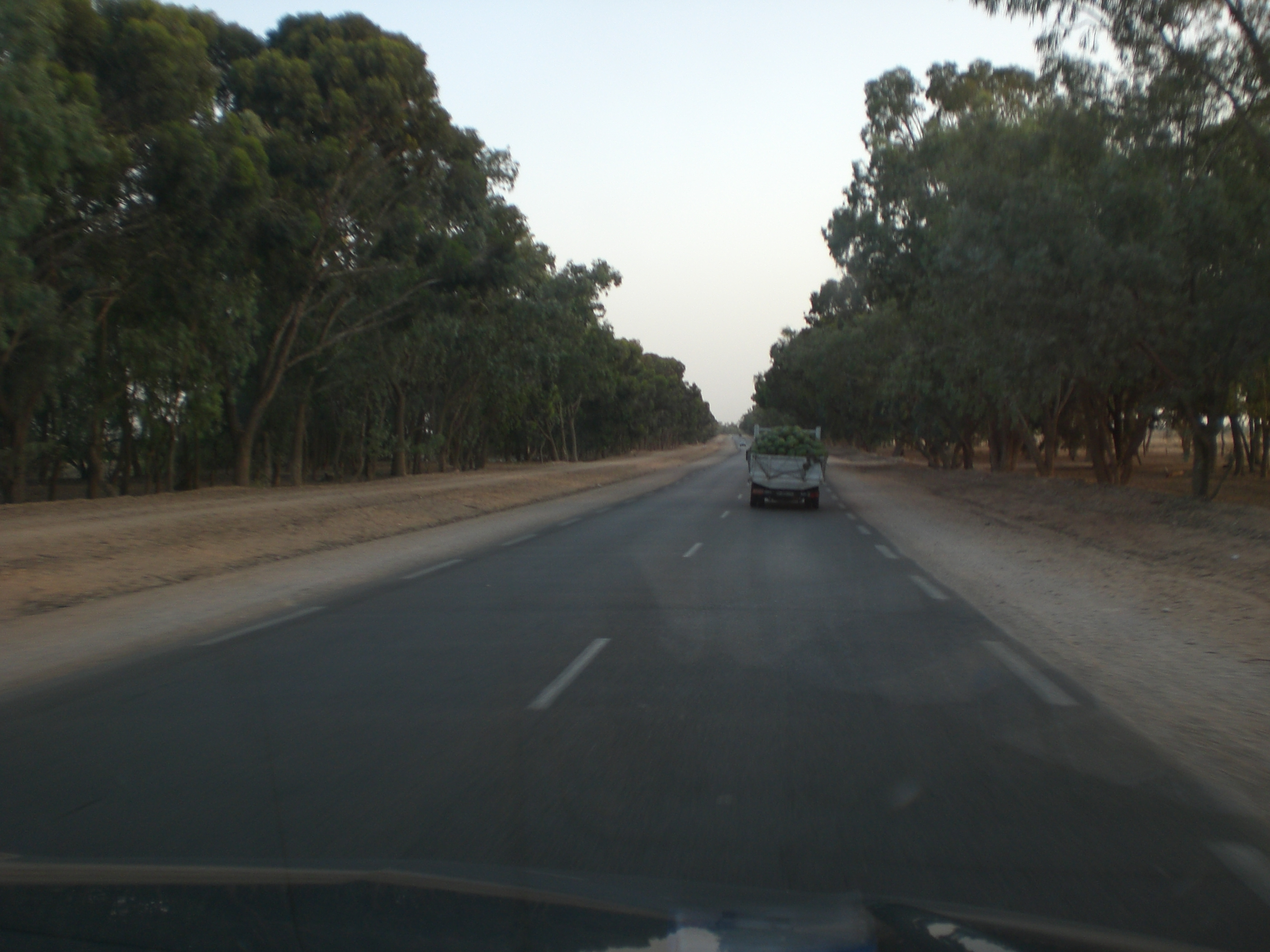
شجر الكينا على حافتي الطريق قرب قفصة
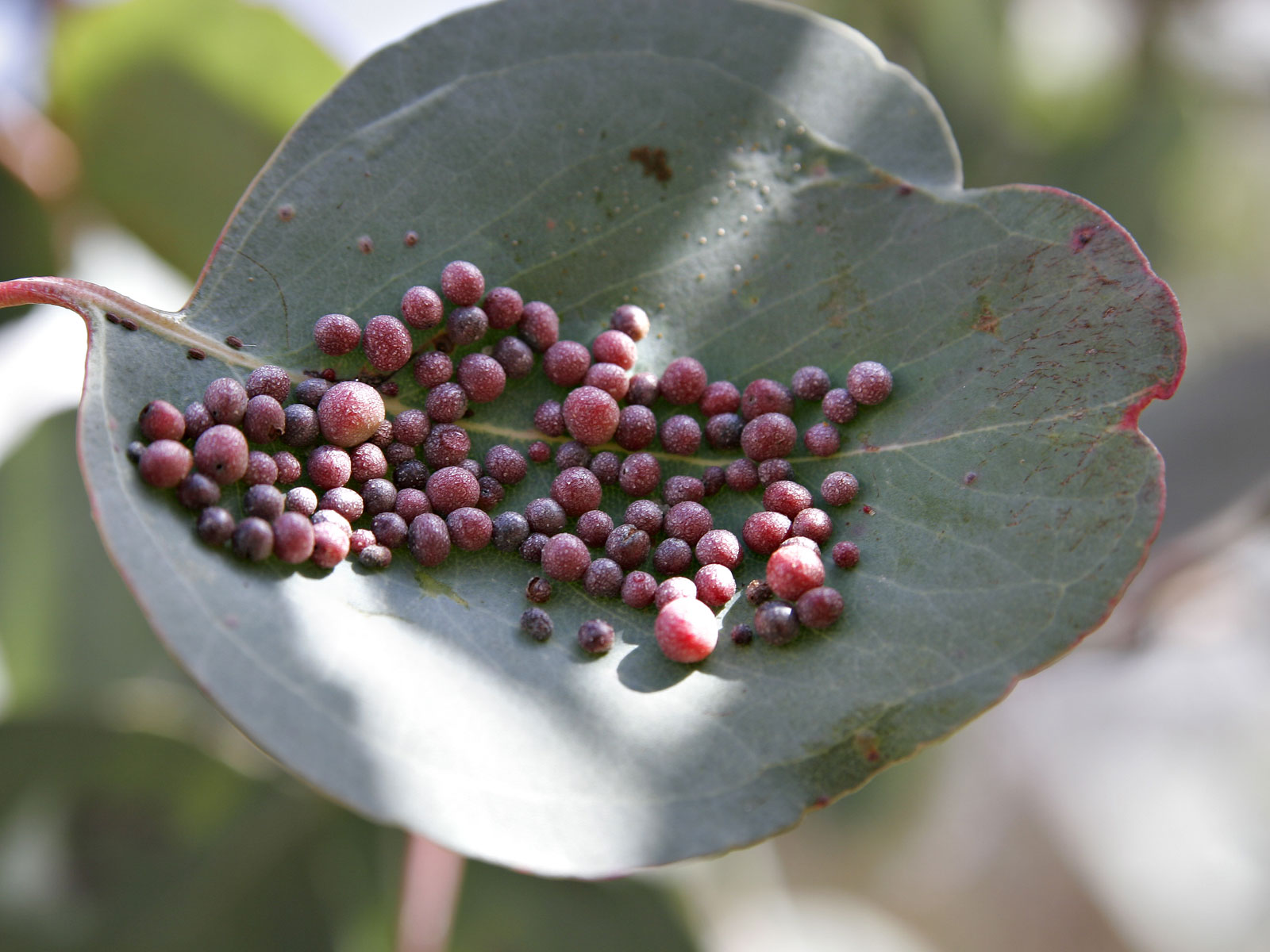
كينا
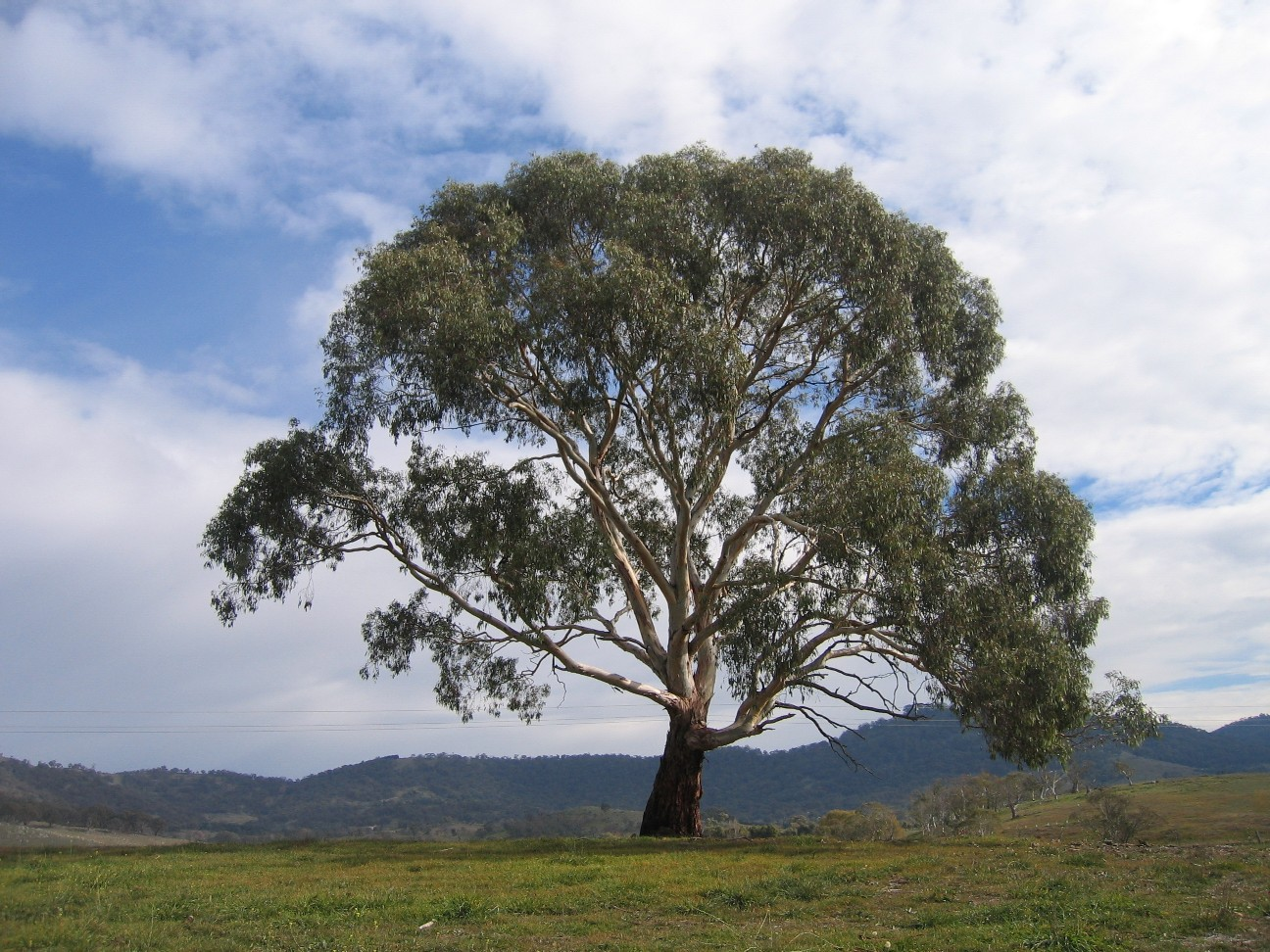
كينا
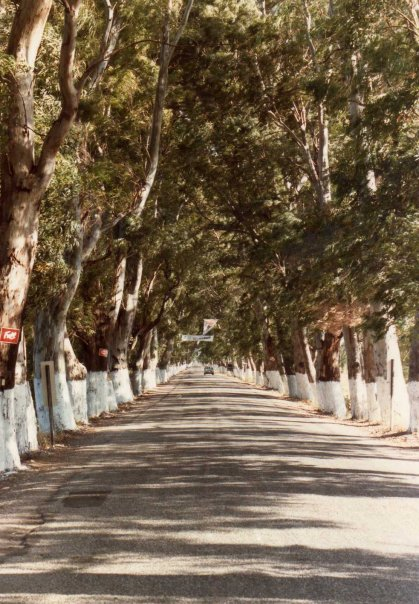
"نفق أوكالبتوس" (Okaliptus Tuneli) (بالإنجليزية: Eucalyptus Tunnel) المشهور عالميا، في بلدية غوكوفا، بتركيا.

## الملاحظة
1. وفقاً للأسطورة، كانت أول أوروبية شفت من حمى الملاريا هي الكونتيسة من تشينتشون، زوجة الإسباني لويس دي كابريرا جيرونيمو، الزوجة الرابعة لتشينتشون - نائب الملك في بيرو. كما أن مدينة صغيرة في وسط إسبانيا تحمل اسم تشينتشون . في تاج الأسباني بيرو، استدعي الطبيب لإنقاذ حياة الكونتيسة من موجات من الحمى والبرد التي كانت يهدد حياتها، ولكن جميع المحاولات باءت بالفشل. في النهاية، أعطى الطبيب بعض الأدوية التي حصل عليها من الهنود المحليين الذين يستخدموه لأعراض مماثلة. ونجت الكونتيسة من مرض الملاريا ويقال أنها جلبت لحاء الأوكالبتوس لما عادت لأوروبا في 1640.